# Natalscia cingulata
Natalscia cingulata är en kräftdjursart som först beskrevs av Barnard 1932.  Natalscia cingulata ingår i släktet Natalscia och familjen Philosciidae. Inga underarter finns listade i Catalogue of Life.